# Nowy Dziebałtów
Nowy Dziebałtów – wieś sołecka w Polsce położona w województwie świętokrzyskim, w powiecie koneckim, w gminie Końskie.
| SIMC    | Nazwa   | Rodzaj    |
| ------- | ------- | --------- |
| 0243895 | Kolonia | część wsi |

W latach 1975–1998 miejscowość administracyjnie należała do województwa kieleckiego.
Wieś jest siedzibą rzymskokatolickiej parafii św. Rafała Kalinowskiego.

## Placówki oświatowe
Szkoła Podstawowa
W miejscowości ma siedzibę Szkoła Podstawowa w Dziebałtowie. W 2014 roku świętowała jubileusz 50-lecia istnienia w tym budynku, w którym mieści się do dziś.
Przedszkole
W miejscowości istnieje również Punkt Przedszkolny Małe Przedszkole w Dziebałtowie.
Zespół Ludowy
W miejscowości działają dwa zespoły ludowe: Zespół Ludowy Mały Dziebałtów oraz Zespół Dziebałtów (rozdzielony na Zespołem Sokołów i Zespół Dziebałtów).